# Stam (taalkunde)
In de taalkunde is een stam een woordvorm die de basis is voor alle door middel van flexie, samenstelling en afleiding daaruit gevormde woorden.
Veelal is de stam het deel van een woord dat overblijft wanneer men de buigingsuitgangen weghaalt, zij het dat nog met spelling(s)regels rekening gehouden moet worden, zoals hieronder uiteengezet.
In de praktijk echter wordt met 'stam' (ook: stamwoord, radix ofwel wortel, stam-morfeem, grondwoord, lexicaal morfeem) vaak de lexicale "kern" van een woord bedoeld. Het gaat dan om dat bestanddeel van een woord dat morfologisch niet verder ontleed kan worden (een morfeem dus) en dat de kern vormt en de samenhang bepaalt van een zogeheten woordfamilie.

## Voorbeeld
Het woord vriendschappen bevat de stam (die hier tevens een simplex is) vriend, waaraan het afleidings-suffix -schap is toegevoegd om een nieuwe stam vriendschap (zo als afleiding een complex) te vormen, waaraan vervolgens het verbuigings-suffix -(p)en is toegevoegd.
In een strikte opvatting van de term 'stam' wordt het simplex vriend binnen zo'n afleiding niet als stam, maar als de wortel beschouwd (daarnaast is het een zogeheten vrij morfeem).
Bij talen met weinig verbuiging, zoals het Engels en het Nederlands, is een 'simplex' gelijk aan een 'wortel'. De term 'wortel' hoeft dan niet apart gehanteerd te worden. Men kan dan naar believen van een simplex of van een stam spreken. In strikte zin kan het onderscheid 'stam' versus 'simplex' niettemin aangehouden worden, omdat een stam zelf morfologisch complex kan zijn.

## Nederlands

### Stam van een werkwoord

#### Regel
Van een werkwoord kan men doorgaans de stam vinden door van de infinitief (oftewel de onbepaalde wijs, het 'hele werkwoord') de uitgang -en (soms -n) weg te laten. Bijvoorbeeld:
- zoeken → zoek-
- werken → werk-
- doen → doe-

Als bij doen ook de overige eenlettergrepige (of monosyllabische) werkwoorden: gaan, slaan, staan, zien en zijn, alsmede hiervan afgeleide infinitieven met een voorvoegsel (prefix): door-gaan, ont-zien, enz.
Met de eenvoudige bewerking volgens deze algemene regel kan echter niet geheel worden volstaan. Er komen zekere systematische vorm-veranderingen en vorm-aanpassingen in het spel. Bij het isoleren van de stam treden namelijk in grote lijnen dezelfde fonologische veranderingen op als bij het verwijderen van de meervoudsuitgang -en van het zelfstandig naamwoord. De daarmee samenhangende spelling(s)regels worden hieronder voor het werkwoord gespecificeerd.

#### Onregelmatige werkwoorden
Een aparte behandeling verdienen de onregelmatige werkwoorden. In het Nederlands zijn dat er zes: hebben, zijn, zullen, kunnen, mogen en willen. Deze worden in de tegenwoordige tijd op een andere manier vervoegd dan regelmatige (sterke werkwoorden of zwakke werkwoorden). Sommige vertonen klinkerwisseling in de stam en soms ontbreekt de uitgang -t, die in de 2e en 3e persoon aan de stam van een regelmatig werkwoord wordt toegevoegd.

#### Bijkomende regels en complicaties
In verband met de spelling(s)regels gelden de volgende drie bijzonderheden:
1. de verenkelingsregel,
2. de ontdubbelingsregel, en
3. een afwijkende spelling van stemhebbende medeklinkers v- en z- aan het einde van de stam.

##### Verenkelingsregel
Een verenkelingsregel bij de spelling van vrije klinkers zorgt er in een open lettergreep voor, dat bijvoorbeeld lo-pen en ho-ren met één o geschreven worden, terwijl een lange klinker gehoord wordt. Bij het maken van de stam ontstaat een gesloten lettergreep en wordt de lange klinker als oo geschreven :
- lopen → loop-,
- horen → hoor-.

Deze vorm vinden we ook bij de eerste persoon enkelvoud: ik loop, ik hoor.
Bij de werkwoordsvervoeging wordt in de eerste persoon enkelvoud in principe de stamvorm gebruikt. Dit geldt zowel voor sterke als voor zwakke werkwoorden.
Bij het meer onregelmatige werkwoord komen geldt, als enige uitzondering, deze regel echter niet:
- komen → kom.

Hier wijkt de enkelvoudsvorm kom af van de stam koom-. Er vindt hier in het enkelvoud een klinkerverkorting oo > o plaats. Dat koom- hier toch de werkwoordstam is (zoals historisch aannemelijk te maken is), zien we aan afleidingen als onontkoombaar en onoverkomelijk. Ook de oude aanvoegende wijs werd met deze stam gevormd: Uw rijk kome; Kome wat komen mag; Wel bekome het U! Daartegenover staat de uiterst productieve afleiding komst en een overmaat aan samenstellingen daarmee (aankomst, afkomst, bekomst, bijeenkomst, binnenkomst, herkomst, inkomsten, opkomst, overeenkomst, overkomst, samenkomst, terugkomst, thuiskomst, toekomst, tussenkomst, uitkomst, wederkomst, welkomst(woord); afkomstig, bijkomstig, enz.). Ook een nieuwvorming als terugkomdag is gebaseerd op de allomorfe stam kom-.

##### Ontdubbelingsregel
Een verdubbelingsregel bij de spelling van korte oftewel gedekte klinkers zorgt ervoor dat je bijvoorbeeld "pak-ken" met dubbele k schrijft, omdat de lettergreep pak gesloten is. Zonder die verdubbeling zou je het woord, dankzij de bovengenoemde verenkelingsregel, als pá-ken moeten uitspreken. Deze verdubbeling blijft achterwege bij het isoleren van de stam. De stam bevat hier een korte (gedekte) klinker en die wordt als een enkele a geschreven. In principe zouden we de stam ook als pakk- kunnen schrijven, maar aan het eind van een woord horen noch schrijven we twee gelijke medeklinkers, zodat er bij het maken van de stam van die dubbele medeklinker slechts een geschreven wordt:
- pakken → pak.

Spelling en uitspraak lopen hier gelijk. Deze vorm vinden we ook in een afleiding als pakje of een samenstelling als pakpapier.

##### Stemhebbende eindmedeklinkers -v- en -z-
De klankvorm van de stam is niet altijd gelijk aan de vorm waarin het woord in isolatie optreedt. Zo is de stam van het werkwoord reizen niet /rεis/ (reis), maar /rεiz/ (reiz). Dat reiz- de stam is blijkt uit de infinitief reiz-en en uit een afleiding als reiziger. Het blijkt helaas niet uit de verleden tijd reisde, omdat hier een 's' wordt geschreven, hoewel deze stemhebbend wordt uitgesproken. Weliswaar wijkt de spelling ook hier af van de uitspraak, maar toch schiet ze eigenlijk tekort. Een hoger spelling(s)principe zou de uitspraak in dit geval moeten overrulen. Een fonetische regel van het Nederlands (zie: eindklankverscherping) zorgt er immers voor dat een stemhebbende medeklinker aan het einde van een woord altijd stemloos wordt, of hij nu zo geschreven wordt of niet. Dit zien we bij werkwoordsvormen als (ik) heb, (ik) bid en (ik) vraag. Ingevolge de bedoelde hogere spelling(s)regel schrijven we dergelijke slotmedeklinkers toch als stemhebbend, vanwege de zo gewenste analogie met de stam, die immers ook aan het licht komt bij de regelmatig gevormde verleden/voltooide-tijdsvormen, bijvoorbeeld: red - redde - gered, veeg - veegde - geveegd, enz.
Bij werkwoorden als leven en verhuizen zou dan in principe dezelfde situatie moeten gelden. De stammen eindigen evenzeer stemhebbend, respectievelijk op een v- en op een z-, maar dat is hier niet terug te zien in de geschreven vervoegingen. Kennelijk heeft men hier het genoemde hogere principe van de analogie verlaten. Daar was op het oog geen enkele reden voor. Hier regeert echter de wet van de traagheid, in de vorm van het minder vertrouwde woordbeeld en de traditie. Omdat we niet gewoon zijn de letters v en z aan het woordeinde zo te schrijven (en dit vermoedelijk weer omdat deze minder vaak voorkwamen dan een stemhebbende -b, de -d en de -g in die positie), worden ze bij de enkelvoudige persoon (de ik-, de jij- en de hij /zij-vorm ) door een f en een s vervangen. Het aloude en eenvoudige fonetische principe uit de middeleeuwen is hier gehandhaafd gebleven, en niet onderworpen aan de spelling(s)normering uit latere tijden. Dus:
- Onbepaalde wijs—geïsoleerde stamvorm—realisatie en schrijfvorm
  - reizen → reiz- → reis
  - verhuizen → verhuiz- → verhuis
  - leven → lev- → leef
  - geloven → gelov- → geloof

De grammaticale systematiek is echter sterker. De geïsoleerde stamvorm bij zulke werkwoorden blijft daarom van kracht om te bepalen of het voltooid deelwoord op een '-d' zal eindigen. Bijvoorbeeld beven-gebeefd, zeven-gezeefd, laven-gelaafd. Hetzelfde geldt voor de verleden tijd, bijvoorbeeld beven-beefde, zeven-zeefde, laven-laafde.
We hebben bij (ik) reis/verhuis/leef/geloof per saldo dus te maken met gebrekkige spelling(s)regels, niet zozeer met fonetisch gewenste regels voor de uitspraak. We spreken deze -d immers ook niet stemhebbend uit aan het einde van een woord (gebeefd, gereisd, enz.). Anderzijds wordt in de verleden tijd wel een stemhebbende medeklinker gehoord, terwijl we die als f  en s stemloos schrijven (*beevde → beefde). Dat komt doordat de stemhebbende d de voorafgaande medeklinker 'opnieuw' stemhebbend maakt, maar nu door regressieve assimilatie. (Zo ook bijvoorbeeld bij volgde, waar we wel een stemhebbende g schrijven.) Kortom: zowel in de tegenwoordige tijd als in de verleden tijd ontduiken de stemhebbende medeklinkers v- en z- de te verwachten lokale, respectievelijk combinatorische spelling(s)regels, maar aan de grammaticale spelling(s)regels van 't kofschip ontkomen ze toch niet. We horen hier een -d in de verleden tijd, we horen die niet in het onverbogen voltooid deelwoord, zij het weer wel in de verbogen vormen (een beleefde vraag), maar in de spelling van hun vervoeging wijken de meeste vormen (ik leef /leefde, wij leefden, maar weer wel wij leven) van de grammaticale stamvorm af.
- Onbepaalde wijs—geïsoleerde stamvorm—realisatie—verleden tijd—voltooid deelwoord
  - reizen → reiz- → reis—reisde—gereisd
  - verhuizen → verhuiz- → verhuis—verhuisde—verhuisd
  - leven → lev- → leef—leefde—geleefd
  - geloven → gelov- → geloof—geloofde—geloofd

Zie ook 't Kofschip#Toepassing van 't kofschip.

### Meerdere stammen
In sommige gevallen heeft een woord meer dan één stam. Dit verschijnsel noemt men stamallomorfie. Een voorbeeld daarvan in het Nederlands zijn stamvormen die verschillen in de lengte van de klinker. Het woord schip kent de stamvormen schip (bijvoorbeeld in schipbreuk) en scheep (bijvoorbeeld in schepen en scheepvaart). Zo ook dag en dagelijks.
Een extremere vorm hiervan is suppletie, wat wil zeggen dat de vorm van de stam niet wordt aangepast, zoals in het hierboven genoemde voorbeeld, maar dat er in de flexie ("het rijtje") totaal afwijkende (suppletieve, aanvullende) stammen worden gebruikt. Een sprekend voorbeeld hiervan in het Nederlands is het werkwoord zijn, waar men de stammen ben, is, was en zij- aantreft.

## Latijn
In het Latijn kent men de zogenaamde "stamtijden". Een werkwoord kent aparte stammen voor de tegenwoordige tijd (presens), de verleden tijd (perfectum) en het voltooid deelwoord (participium perfecti passivi). Soms doet zich ook hier suppletie voor, bijvoorbeeld:
- frango – fregi – fractum (breken) (stamallomorfie)
- ferro – tuli – latum (dragen) (suppletie)